# Velîka Horeanka, Kremeneț
Velîka Horeanka (în ucraineană Велика Горянка) este localitatea de reședință a comunei Velîka Horeanka din raionul Kremeneț, regiunea Ternopil, Ucraina.

## Demografie
Componența lingvistică a localității Velîka Horeanka
     Ucraineană (100%)
Conform recensământului din 2001, toată populația localității Velîka Horeanka era vorbitoare de ucraineană (100%).